# Amerikaanse presidentsverkiezingen 1808
De Amerikaanse presidentsverkiezingen van 1808 waren de tweede die na de ratificatie van het twaalfde amendement op de Amerikaanse grondwet werden gehouden. Dit amendement gaf aan elke kiesman één stem voor de presidentsverkiezingen en een voor de keuze voor het vicepresidentschap, waarmee de controverse van de verkiezingen van 1800 werd tegengegaan.

## Campagne
Na twee termijnen als president stelde Thomas Jefferson zich niet wederom kandidaat, maar schoof hij zijn minister van Buitenlandse Zaken James Madison naar voren en Madison werd vervolgens door zijn partij ook daadwerkelijk genomineerd. James Monroe en de zittende vicepresident George Clinton hadden zich ook kandidaat gesteld. Hoewel geen van beiden een serieuze kans maakte nomineerde de Democratisch-Republikeinse Partij Clinton wel weer als running mate, oftewel vicepresidentskandidaat.
Aan de kant van de Federalisten werd hetzelfde ticket als dat van de verkiezingen van 1804 genomineerd, te weten Charles Pinckney en Rufus King.

## Presidentskandidaten

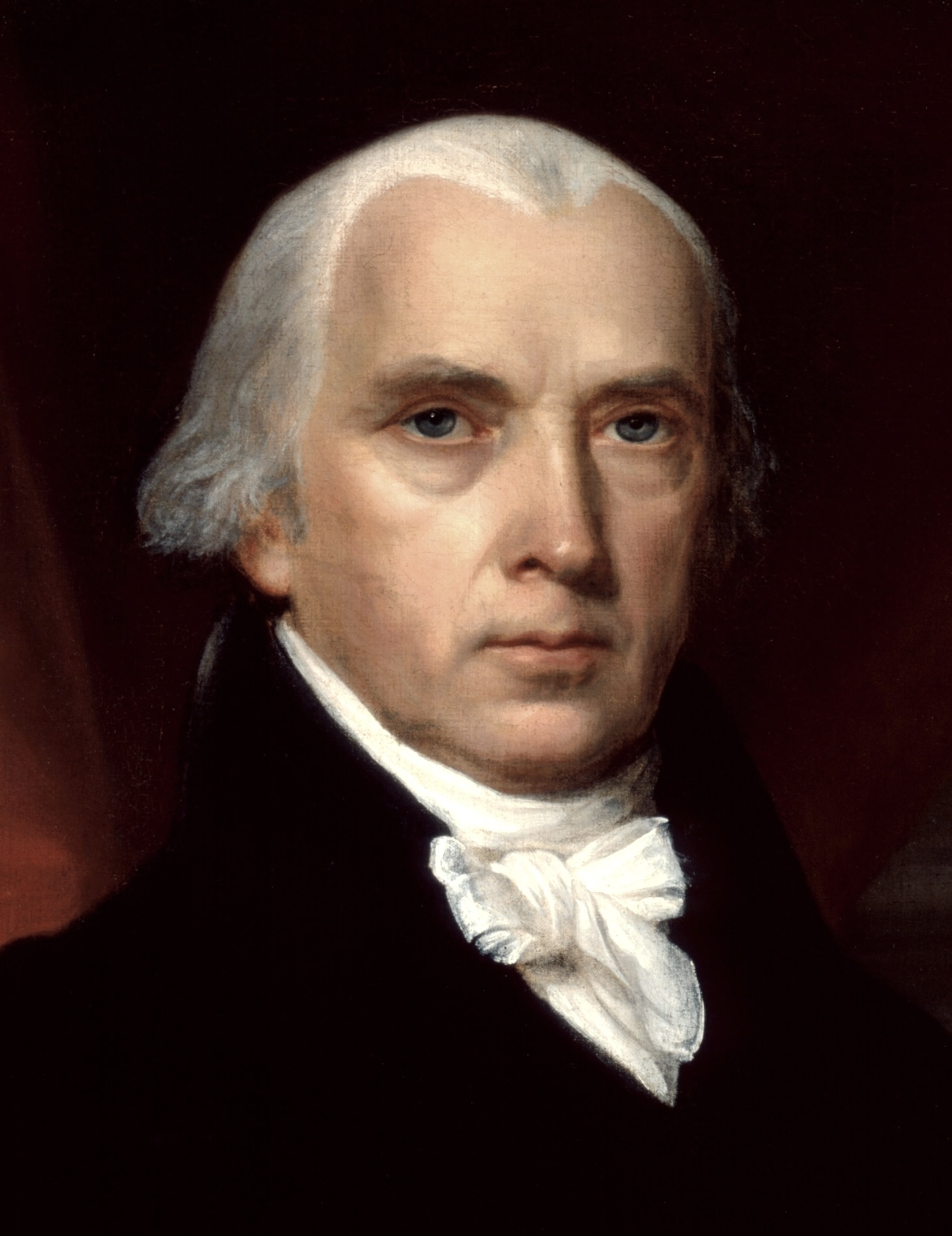
Minister van Buitenlandse Zaken James Madison uit Virginia Democratisch- Republikeinse Partij
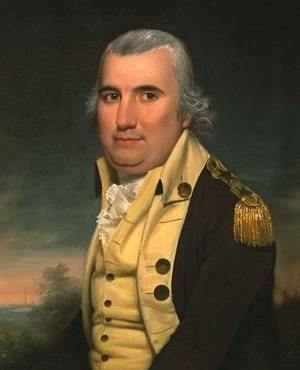
Voormalig Ambassadeur Charles Cotesworth Pinckney uit South Carolina Federalistische Partij

- Minister van 
 Buitenlandse Zaken 
 James Madison 
 uit Virginia 
 Democratisch-
Republikeinse Partij
- Voormalig 
 Ambassadeur 
 Charles Cotesworth 
 Pinckney 
 uit South Carolina 
 Federalistische Partij

### Vicepresidentskandidaten
- Vicepresident 
 George Clinton 
 uit New York 
 Democratisch-
Republikeinse Partij
- Voormalig 
 Senator 
 Rufus King 
 uit New York 
 Federalistische Partij

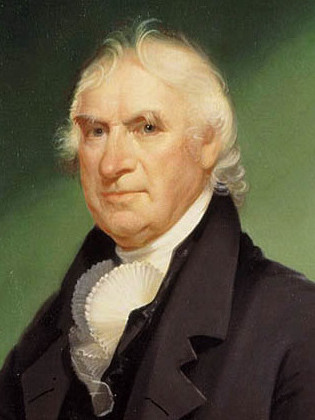
Vicepresident George Clinton uit New York Democratisch- Republikeinse Partij
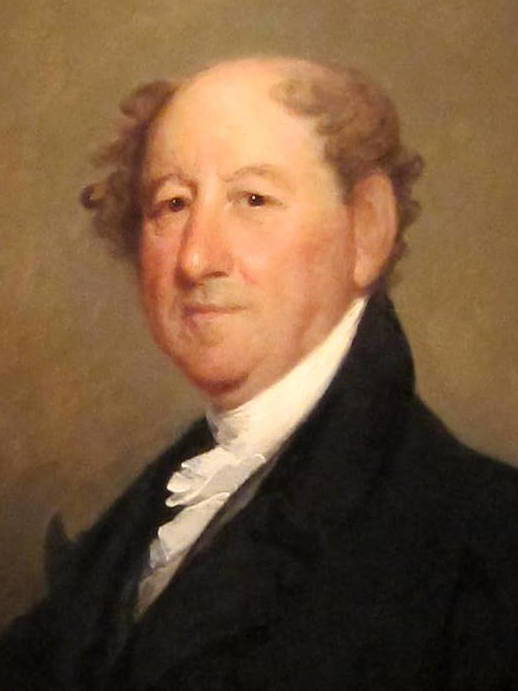
Voormalig Senator Rufus King uit New York Federalistische Partij

De campagne stond deels in het teken van de oppositie van de New Englanders tegen de Embargo Act die tijdens de regering van Jefferson werd aangenomen en die handel met Groot-Brittannië verbood wegens de Britse inmenging met de (neutrale) Amerikaanse koopvaardij tijdens de Brits-Franse oorlogen die in Europa woedden.

## Uitslag
Jefferson was nog altijd vrij populair in Amerika en diens beoogd opvolger Madison won dan ook met gemak de verkiezingen. Pinckney moest het vooral hebben van de noordoostelijke staten waar de tegenstand tegen de Embargo Act het grootst was. Madison won uiteindelijk met 122 tegen 47 kiesmannen in het kiescollege.
Zes kiesmannen uit de staat New York braken met de kandidatuur zoals die door de Democratisch-Republikeinse Partij was opgemaakt en stemden in het kiescollege voor vicepresidentskandidaat Clinton. Van deze kiesmannen won Madison 3 kiesmannen voor het vicepresidentschap en James Monroe kreeg de andere 3.
| Kandidaat                   | Partij                            | Kiesmannen | Percentage | Running mate                 |
| --------------------------- | --------------------------------- | ---------- | ---------- | ---------------------------- |
| James Madison               | Democratisch-Republikeinse Partij | 122        | 69,3%      | George Clinton/John Langdon1 |
| Charles Cotesworth Pinckney | Federalist Party                  | 47         | 26,7%      | Rufus King                   |
| George Clinton              | Democratisch-Republikeinse Partij | 6          | 3,4%       | James Madison/James Monroe2  |
| Niet stemmende kiesmannen   |                                   | 1          | 0,6%       |                              |
| TOTAAL                      |                                   | 176        | 100%       |                              |

Voetnoten:

1. John Langdon kreeg 9 kiesmannen hoewel hij niet de officiële kandidaat was.

2. 6 kiesmannen uit New York stemden voor Clinton als president en Madison of Monroe voor vicepresident.
| Naam            | James Madison                     | Charles Cotesworth Pinckney |
| Partij          | Democratisch-Republikeinse Partij | Federalistische Partij      |
| Thuisstaat      | Virginia                          | South Carolina              |
| Running mate    | George Clinton, John Langdon      | Rufus King                  |
| Kiesmannen      | 122                               | 47                          |
| Gewonnen staten | 12                                | 5                           |
| Aantal stemmen  | 124,732                           | 62,431                      |
| Percentage      | 64.7%                             | 32.4%                       |